# Gelasma microptera
Gelasma microptera là một loài bướm đêm trong họ Geometridae.